# توماس کروز (بازیکن فوتبال)
توماس کروز (انگلیسی: Thomas Cruise؛ زادهٔ ۹ مارس ۱۹۹۱) یک بازیکن فوتبال است. 